# Siek (Holstein)
Siek település Németországban, Schleswig-Holstein tartományban. Lakosainak száma 2524 fő (2023. december 31.). Siek Großensee (Holstein), Hoisdorf és Ahrensburg községekkel határos.

## Népesség
A település népességének változása:
| Lakosok száma | 1637 | 2393 | 2441 | 2505 | 2508 | 2524 |
|               | 1975 | 2017 | 2019 | 2021 | 2022 | 2023 |